# مارتن أونين
مارتن أونين (بالإنجليزية: Martin Aunin)‏ (من مواليد 17 مايو 1971) وهو مهندس معماري إستوني.
ولد أونين في تارتو. من عام 1989 درس في جامعة تالين للفنون (أكاديمية الفنون الإستونية اليوم) في قسم الهندسة المعمارية. تخرج من الجامعة في عام 1993. من عام 1993 إلى عام 1994 درس في الجامعة التقنية في هلسنكي. في عام 1997 حصل على درجة الماجستير في الهندسة المعمارية من الأكاديمية الإستونية للفنون ومن الجامعة التقنية في هلسنكي.
من عام 1991 إلى الوقت الحاضر عمل أونين. في مختلف المكاتب المعمارية مثل بيريا ماسو ولوب ومكتب رين ميريلا المعماري والمكتب المعماري كالي رومس ومكتب ماسو المعماري. منذ عام 1997، عمل مارتن أونين بشكل أساسي في مكتب الهندسة المعمارية والتخطيط والبناء التابع لشركة أي رينج. ومن الأعمال البارزة التي قام بها مارتن أونين متجر ليمون وكنيسة ست جيمز في فيمسي ومنزل وحيد في تاباسالو وفندق أولمستي وفندق تيليجراف في البلدة القديمة في تالين. كما نجح مارتن أونين في العديد من المسابقات المعمارية الوطنية والدولية وحاز على العديد من الجوائز المعمارية.

## أعماله
- مبنى سكني في تالين، 1994

- مبنى سكني في شارع كاوبمي، 1995

- فندق دومينا سيتي في تالين، 2001

- متجر ليمون، 2001

- فيلا أورو في تاباسالو، 2003

- فندق أولموستي في تالين، 2004

- مبنى مكاتب تيترس في تالين، 2004

- منزل لأسرة واحدة في شارع ماتكا، 2004

- فندق تلغراف في تالين، 2007

- كنيسة سانت جيمس في فيمسي، 2007

## المنافسات
- جسر المشاة في بايد، 2003 ؛ الجائزة الأولي.

- مسابقة التخطيط لجزيرة إيجنا، 2004 ؛ الجائزة الثانية.

- مسابقة الإسكان لشارع لوجي 8 و 10، 2005 (مع مارتن ميليورانسكي)؛ الجائزة الأولي.

- مسابقة الإسكان للقاعدة العسكرية القديمة في توندي، 2005 (مع مارتن ميليورانسكي)؛ الجائزة الأولي.

- بناء مشترك للوزارات، 2007 (مع مارتن ميليورانسكي)؛ الجائزة الأولي.

- فندق الفنون في تالين، عام 2008 (مع مارتن ميليورانسكي)؛ الجائزة الأولي.

## الجوائز
- الجائزة المعمارية للوقف الثقافي الإستوني، 2004

- مبنى خرساني 2004

- مبنى خرساني 2005

- مبنى خرساني 2007